# Volda
Volda è un comune norvegese della contea di Møre og Romsdal.